# Antti Hackzell
Anders (Antti) Verner Hackzell (Mikkeli, 20 settembre 1881 – 14 gennaio 1946) è stato un politico finlandese.
Nel 1944 venne incaricato di formare un governo con lo scopo di firmare un trattato di pace con l'Unione Sovietica.
Il 14 settembre, durante i negoziati, subì un infarto dal quale non si riprese mai del tutto. L'accordo sarà poi concluso dal suo ministro degli Esteri Carl Enckell.